# (5816) Potsdam
(5816) Potsdam (1989 AO6) – planetoida z pasa głównego asteroid okrążająca Słońce w ciągu 5,37 lat w średniej odległości 3,06 j.a. Odkryta 11 stycznia 1989 roku.